# Robert Nünighoff
Robert Nünighoff (* 19. April 1908 in Düsseldorf; † 23. April 1972 in Wetzlar) war Vorstandsmitglied der Hessischen Berg- und Hüttenwerke AG.

## Leben
Nünighoff begann 1927 sein Studium an der Universität zu Köln und beendete es 1930. Anschließend war er als Revisor vor allem bei Price und Waterhouse & Co. tätig. 1940 wurde er Konzernrevisor der Vereinigten Oberschlesischen Hüttenwerke in Gleiwitz und übernahm später den Bereich Finanzen und Rechnungswesen. Am Ende des Zweiten Weltkrieges wurde Nünighoff 1945 von der Roten Armee und zur Zwangsarbeit nach Kasachstan verschickt. Fünf Jahre später kehrte er nach Deutschland zurück und wurde 1952 Vorstandsmitglied der aus den Buderus’schen Eisenwerken ausgegliederten Hessischen Berg- und Hüttenwerke AG. Seine Verantwortung lag bei den Bereichen Ein- und Verkauf sowie Finanzen und Rechnungswesen. Parallel dazu war er in verschiedenen anderen Einrichtungen tätig. So war er zwölf Jahre im Präsidium der Industrie- und Handelskammer Wetzlar sowie in verschiedenen Verbänden und Vereinigungen der Eisenindustrie und der Wissenschaft.
Nünighoff hatte vor dem Krieg eine Dissertation begonnen, die Unterlagen dazu gingen aber während des Krieges verloren. Zuletzt war er stark im Frankfurter Arbeitskreis der Schmalenbachgesellschaft aktiv.

## Ehrungen
Robert Nünighoff wurde 1968 mit dem Großen Bundesverdienstkreuz ausgezeichnet.